# Bolingbroke Castle
Bolingbroke Castle er en middelalderlig borg i Bolingbroke (eller Old Bolingbroke) Lincolnshire, England.

## Historie
Der blev bygget et forsvarsværk på grunden af sakserne i 500- eller 600-tallet. I  1100-tallet byggede normannerne en Motte-and-bailey på en nærligge bakke over byen Bolingbroke. Den nuværende borg blev grundlagt af Ranulf, jarl af Chester i 1220, kort efter at han var kommet tilbage fra det femte korstog.
Ranulf døde i 1232 uden en mandlig arving, og hans titler, jord og borge overgik til hans søstre. Efter Henry af Grosmont, 1. hertug af Lancaster i 1361 overgik Bolingbroke via ægteskab til John af Gaunt. Hans hustru, Blanche af Lancaster, datter af Henry af Grosmont, blev født på borgen i 1345. John og Blanches søn, Henrik, blev født på på Bolingbroke Castle i 1367 og var kendt som "Henrik Bolingbroke", før han blev konge i 1399.
I 1400- og 1500-tallet forfaldt borgen, selv om der blev udført reparationer i tudortiden. I 1636 konkluderede en undersøgelse, at alle tårnene ikke kunne repareres.
Ved udbruddet af første engelske borgerkrig blev Bolingbroke igen brugt som forsvarsværk, og kavalererne indsatte soldater på borgen. I 1643 blev den svært skadet under slaget af Winceby. Året efter blev borgen erobret fra rundhovederne, men som følge af nederlag blev den ikke genbesat af kavalererne. I 1652 blev den ødelagt, for at forhindre, at den blev brugt igen. Tårnene og murene blev revet ned og fyldt i voldgraven.
Den sidste store struktur bygning kollapsede i 1815.
I 1960'erne og 1970'erne udførte arkæologer udgravninger på stedet. English Heritage drev stedet til 1995, hvor Heritage Lincolnshire overtog. Meget af murene kan stadig ses, ligesom fundamentet fra bygninger og rum kan ses.
Om sommeren er der forskellige arrangementer på borgen som opførsler af Shakespeares skuespil.